# أرتاك دافتيان
أرتاك ماتيفوسي دافتيان (الأرمينية: Արտակ Մաթևոսի Դավթյան) من مواليد 31 مارس 1970، هو عسكري أرميني برتبة فريق، شغل منصب رئيس الأركان العامة للقوات المسلحة الأرمينية من مايو 2018 إلى يونيو 2020 ومرة أخرى من مارس 2021 إلى فبراير 2022.   
وُلد أرتاك دافتيان عام 1970 في قرية بامباكاشات بمنطقة هوكتمبريان (الواقعة اليوم في مقاطعة آرماوير) بجمهورية أرمينيا الاشتراكية السوفياتية. شارك في حرب قرة باغ الأولى من عام 1988 إلى عام 1992، وسرعان ما ترقى في صفوف الجيش الأرمني المشكل حديثًا آنذلك. ابتداء من عام 1992، عمل دافتيان كقائد أو نائب قائد للوحدات العسكرية المختلفة. خلال ذلك الوقت نفسه التحق أيضًا بأكاديميات عسكرية في روسيا.
في عام 2006 بدأ دافتيان العمل في إدارات هيئة الأركان العامة للقوات المسلحة الأرمينية. في 31 يناير 2009 عين رئيسًا لقسم العمليات وأُعفي من مهامه كنائب لرئيس هيئة الأركان العامة وهو المنصب الذي شغله منذ عام 2007. في 29 سبتمبر 2017 عيُن دافتيان قائداً للفيلق الخامس في وزارة الدفاع الأرمينية ومقره في منطقة نوباراشين.
1. ↑  "Artak Davtyan appointed Armenian army chief". News.am (بالإنجليزية). Archived from the original on 2018-05-28. Retrieved 2018-09-21.
2. ↑  Kocharyan, Stepan (22 Mar 2021). "Prime Minister says Lt. General Artak Davtyan's appointment as army chief is coming into force". armenpress.am (بالإنجليزية). Archived from the original on 2021-03-22. Retrieved 2021-03-25.
3. ↑  "Պաշտոնանկություններ և նշանակումներ Զինված ուժերում". «Ազատ Եվրոպա/Ազատություն» ռադիոկայան (بالأرمنية). 24 Feb 2022. Archived from the original on 2023-01-04. Retrieved 2022-02-28.